# Heusden Koers 2013
De 65e editie van de Belgische wielerwedstrijd Heusden Koers werd verreden op 13 augustus 2013. De start en finish vonden plaats in Heusden. De winnaar was Kenny Dehaes, gevolgd door Niels Wytinck en Shane Archbold.

## Uitslag
| Heusden Koers 2013 |                   |                               |          |
| Plaats             | Naam              | Ploeg                         | Tijd     |
| Winnaar            | Kenny Dehaes      | Lotto-Belisol                 | 3u37'12" |
| 2                  | Niels Wytinck     | An Post-Chainreaction         |          |
| 3                  | Shane Archbold    | An Post-Chainreaction         |          |
| 4                  | Timothy Dupont    | Ventilair-Steria Cycling Team |          |
| 5                  | Nicolas Vereecken | An Post-Chainreaction         |          |
| 6                  | Frédéric Amorison | Crelan-Euphony                |          |
| 7                  | Iljo Keisse       | Omega Pharma-Quick Step       |          |
| 8                  | Kyrill Pozdnyakov | Synergy Baku Cycling Project  |          |
| 9                  | Fabio Polazzi     | Wallonie-Bruxelles            |          |
| 10                 | Cheng Ji          | Team Argos-Shimano            |          |

1929 · 1930-1935 · 1936 · 1937 · 1938 · 1939 · 1952 · 1953 · 1954 · 1955 · 1956 · 1957 · 1958 · 1959 · 1960 · 1961 · 1962 · 1963 · 1964 · 1965 · 1966 · 1967 · 1968 · 1969 · 1970 · 1971 · 1972 · 1973 · 1974 · 1975 · 1976 · 1977 · 1978 · 1979 · 1980 · 1981 · 1982 · 1983 · 1984 · 1985 · 1986 · 1987 · 1988 · 1989 · 1990 · 1991 · 1992 · 1993 · 1994 · 1995 · 1996 · 1997 · 1998 · 1999 · 2000 · 2001 · 2002 · 2003 · 2004 · 2005 · 2006 · 2007 · 2008 · 2009 · 2010 · 2011 · 2012 · 2013 · 2014 · 2015 · 2016 · 2017 · 2018 · 2019 · 2020 · 2021 · 2022 · 2023